# Huhu Uhu – Abenteuer im Kreuzkrötenkraut
Huhu Uhu – Abenteuer im Kreuzkrötenkraut (Originaltitel: Wide Eye) ist eine 26-teilige britische Zeichentrickserie. Sie erzählt die Geschichte eines jungen Uhus, der mit seinen Freunden die Welt um sich herum entdeckt. Zusammen mit Papa Großer Uhu und seiner Freundin Floh lernen sie Tiere aus aller Herren Länder kennen. In der Serie werden den Kindern verschiedene Themeninhalte wie z. B. das Wetter, Veränderungen der Natur im jahreszeitlichen Ablauf, Vogelflug u. a. vermittelt.

## Figuren

### Hauptfiguren
- kleiner Uhu (Stimme: Maria Darling)
- Papa Uhu (Stimme: Anton Rodgers)
- Floh (Stimme: Jane Horrocks)

### Nebenfiguren
- Kreuzkröten (Stimmen: diverse)
- Flügelchen Fledermaus (Stimme: Maria Darling)
- Conchita Maus (Stimme: Maria Darling)
- Glühwürmchen (Stimmen: diverse)
- Hornisse Hanni (Stimme: Maria Darling)
- Affe Orang Orang (Stimme: Jimmy Hibbert)
- Komodo Waran Komodowaran (Stimme: Jimmy Hibbert)
- Mini Komodo (Komodowaran) (Stimme: Jane Horrocks)
- Julius Tausendfüßler (Stimme: Jimmy Hibbert)

## Produktion
Das Buch zur Serie haben Jimmy Hibbert, Jan Page, Jo Allen und Diana Redmond geschrieben. Die Regie führte Leo Nielsen. Für die Musik war Keith Hopwood zuständig. An der Produktion der Serie waren die Firmen King Rollo Films, Abbey Home Media Group und CBBC beteiligt. Für die Synchronisation war die Firma Bavaria Film zuständig.

## Ausstrahlung
Weitere Ausstrahlungen laufen in Deutschland seit 2006 im KiKA. Darüber hinaus wurde die Serie in Südafrika, Südkorea und weiteren Ländern ausgestrahlt.